# Domenico Cempella
Domenico Cempella (Montefiascone, 14 dicembre 1937 – Roma, 17 aprile 2021) è stato un dirigente pubblico italiano.

## Biografia
Iniziò a lavorare nella compagnia aerea Alitalia non ancora maggiorenne come impiegato presso l'aeroporto di Ciampino. Nel 1973 diventò capo delle operazioni a terra e nel 1981 direttore del traffico. Due anni più tardi ricoprì l'incarico di direttore generale di Aeroporti di Roma, società allora controllata dalla compagnia aerea. 
Nel 1990 rientrò in Alitalia per assumere la responsabilità della divisione passeggeri e vi restò per due anni. 
Collaborò brevemente con Raul Gardini alla guida della società di gestione aeroportuale Alm, che controllava l'aeroporto di Forlì. L'anno seguente l'IRI gli affidò la guida della società Autostrade. 
Nel 1996 tornò all'Alitalia come amministratore delegato per sostituire Roberto Schisano. Ottenne l'integrazione con la compagnia olandese KLM, un minor costo del lavoro, la pace sindacale con la distribuzione del 20% del capitale azionario ai dipendenti, l'ingresso di alcuni rappresentanti dei lavoratori nel consiglio di amministrazione e un rafforzamento del lungo raggio con 30 aeromobili.
Riconfermato AD dall'IRI il 3 giugno 2000, rassegnò le dimissioni da Alitalia il 2 febbraio 2001.
È deceduto il 17 aprile 2021.